# カワブ
カワブ（Kawab）は、古代エジプト第4王朝の王子。彼はクフ王とメリタテス1世の間に生まれた長男であった。カワブは宰相を務め、ギーザのネクロポリスの一部である東地区にある二連のマスタバ、G7110-G7120に埋葬された。

## 来歴
| D28 | A6 | D58 |

| D28 | A6 | D58 |

カワブはクフ王とメリタテス1世の間の長男であり、ジェドエフラー、カフラーの異母兄弟である。彼は恐らく祖父であるスネフェルの治世に生まれた。カワブは姉妹であるヘテプヘレス2世と結婚した。カワブとヘテプヘレス2世の間には少なくともドゥアエヌホル、カエムセケム、ミンジェドエフと言う名前の3人の息子と、メレスアンク3世 という娘がいた。
カワブは父王クフの治世中に死去した。このため次の王はジェドエフラーとなり、未亡人となったヘテプヘレス2世が彼と結婚した。この事実はジェドエフラーが伝統的な墓所であるギーザではなく、アブ・ラワシュに埋葬されたことと合わせ、ジェドエフラーがカワブを殺害した証拠として挙げられている。ジェドエフラーのピラミッドは破壊されているが、現在ではこのピラミッドの破壊はローマ時代に行われたと考えられている。
カワブはアヌビス司祭（Hts Jnpw）、セルケトの神官（Hm-nTr Srkt）、王の肉体の息子（sA nswt n Ht.f）、最年長の王の肉体の息子（sA nswt n Xt.f smsw）、生まれながらの王子（jry pat）、伯（h3ty' ）、上エジプトの十の長官（wr mDw Smaw）、ただ一人愛される者（s mr waty n mrw(t)）、宰相（TAty：この称号はミート・ラヒーナから出土した像に残されていた）といった称号を帯びていた。

## 墓
カワブはギーザのネクロポリスの一部である東地区にある大きな二連のマスタバ、G7110-G7120に埋葬された。G7110はカワブの妻の物である。彼女の名前はそこの礼拝堂から発見された。G7120はカワブ自身の物である。入口の通路にはカワブが彼の母の前に立っている姿を写したレリーフがあり、以下のようなテキストがある。
sA.s mr.s KA-wab, sAt Ntr.s xrp jmAt sSmt Mrt.jt.s mwt.f mst n Xwfw

彼女の息子、彼女の最愛の人、カワブ（Ka-wab）。彼女の神の娘。彼女はjmAtを務める者。メリティテス（Meritites）。彼の母。クフに彼を運んだ者。
4つの埋葬坑がマスタバの一部として建設されていた。埋葬坑G7110Aは実際には一度も使用されなかった。埋葬坑G7110Bは元来カワブの妻ヘテプヘレス2世のための物であった。しかし、それは未完成のままであり、使用された形跡も現在まで見つかっていない。この理由はヘテプヘレス2世がカワブの死後に再婚したためである可能性が最も高いであろう。埋葬抗G7120Aはカワブの埋葬地であった。赤い花崗岩のサルコファガス（石棺）がカワブのために作られており、埋葬抗の中から見つかった。このサルコファガスには次の文章が刻まれていた。
1）王の下賜とアヌビスによる恩寵、聖堂の最高位、偉大なる神の前の墓地へ埋葬、アヌビスの祭司、セルケトの神官、カワブ。
2）王の下賜とアヌビスによる恩寵、聖堂の最高位、西の墓所の墓地へ埋葬、王の肉体の息子、カワブ。
3）最年長の王の肉体の息子、アヌビスの祭司、カワブ。

## 死後
カワブの死の遥か後、ラムセス2世の王子カエムワセトはメンフィスの神殿のカワブの像を修復した。

## ポップカルチャーの中で
デビッド・マコーレイの1975年の著作『ピラミッド（Pyrramid）』の映像化作品は、カワブがエジプトとヌビアの国境近くで待ち伏せにあい、殺害されたことを描写している。